# فرودگاه جزیره لیهیر
فرودگاه جزیره لیهیر (به انگلیسی: Lihir Island Airport) یک فرودگاه همگانی با کد یاتا LNV است . این فرودگاه در کشور پاپوآ گینه نو قرار دارد و در ارتفاع ۳ متری از سطح دریا واقع شده است.